# L'Heureux Tour
Tournées par Zazie
Cyclo Tour Zaziessenciel Tour
 (janvier 2018).
Si vous disposez d'ouvrages ou d'articles de référence ou si vous connaissez des sites web de qualité traitant du thème abordé ici, merci de compléter l'article en donnant les références utiles à sa vérifiabilité et en les liant à la section « Notes et références ».

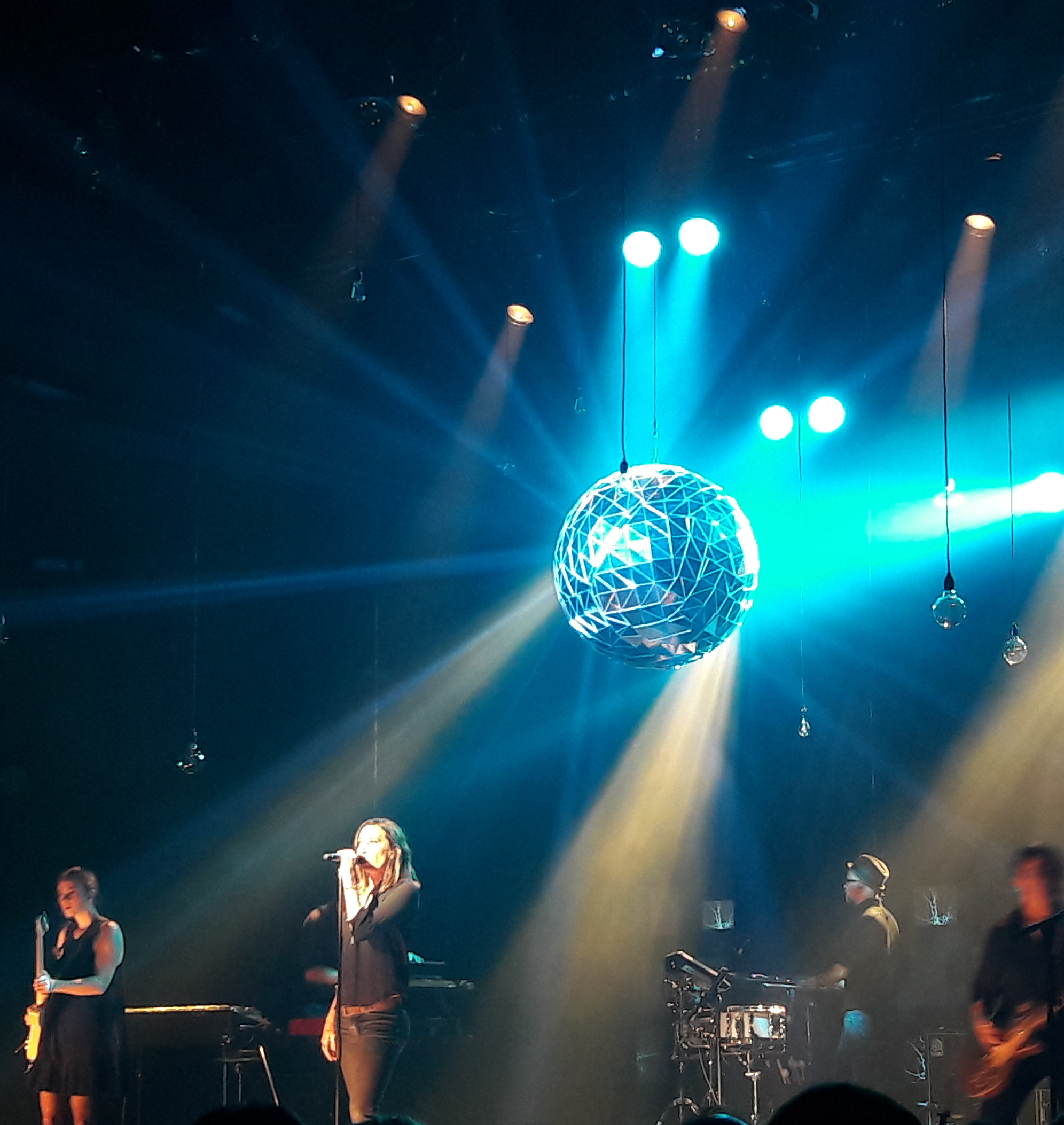
Zazie chante Les Lendemains qui déchantent le 25 novembre 2016 à Voiron.

L'Heureux Tour est le nom de la tournée de la chanteuse Zazie qui fait suite à la sortie de son neuvième album Encore heureux.
Elle débute le 20 février 2016 à Vélizy et se termine le 15 décembre 2016 au Bataclan. L'affiche de la tournée reprend la pochette de l'album "Encore Heureux", on y voit Zazie, penchée telle la tour de Pise, en plein Time-Square.

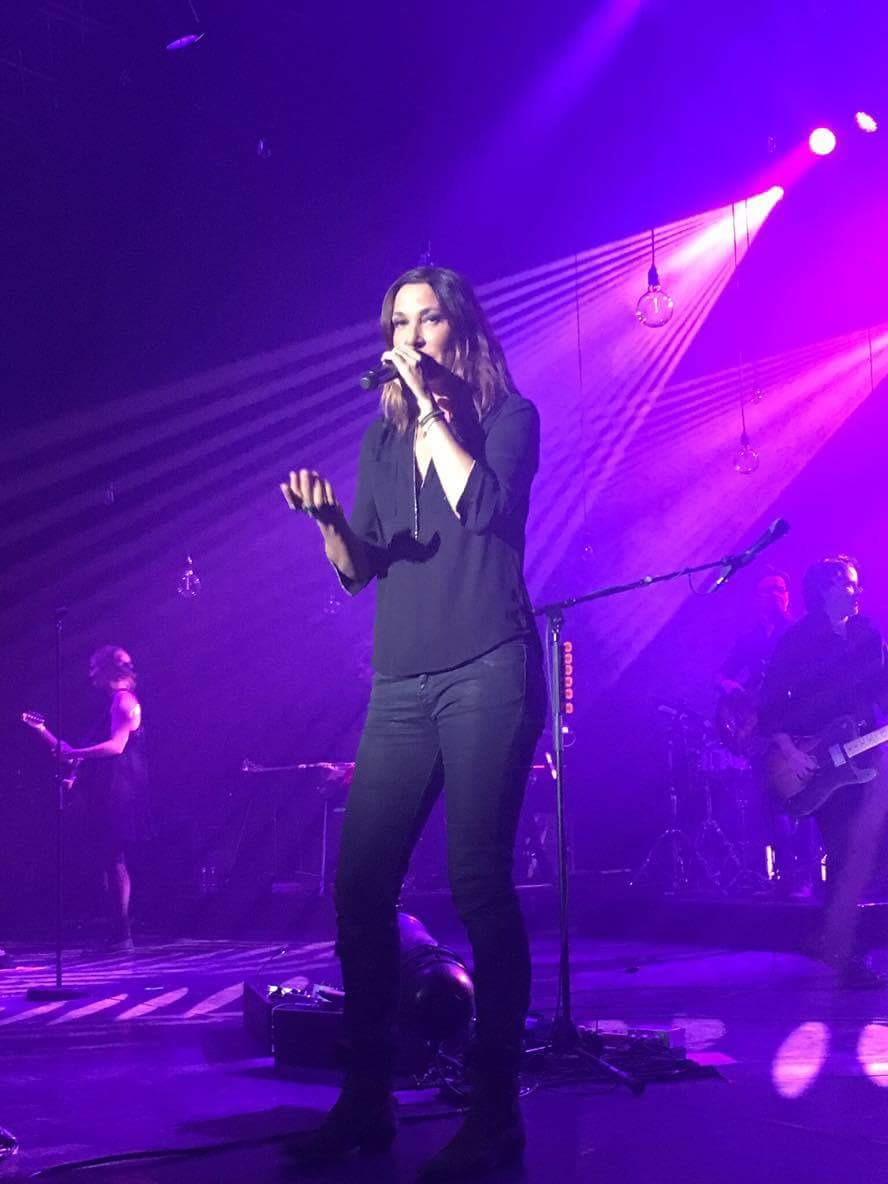
Zazie sur l'Heureux Tour

Le décor est assez simple, des ampoules sont suspendues et des petits écrans sont placés derrière la scène. Une boule à facettes apparaît sur "Les lendemains qui déchantent". Zazie porte un jean et un haut noir.
Le concert fait l'objet d'une captation vidéo et est diffusé pour la première fois dans la nuit du 26 décembre 2017 à la télévision sur la chaîne NT1.

## Liste des chansons
1. Toc, toc, toc
2. Discold
3. Petroleum
4. Encore heureux
5. I Love You All
6. J'étais là
7. On éteint
8. Les Pieds nus
9. Si j'étais moi
10. La vie est belle
11. Oui-Filles
12. Pise
13. Rue de la paix
14. Des rails
15. Les Lendemains qui déchantent
16. Tout le monde
17. Rodéo
18. Je suis un homme
19. Oui
20. J'envoie valser
21. Larsen[3]

Sur certaines dates, d'autres chansons sont interprétées : Faut pas s'y fier (après I Love You All), Adieu tristesse et Tais-toi (après Rue de la paix).

## Musiciens
1. Guitares et chœur : Marie Lalonde
2. Claviers : Julien Noël
3. Basse : David Salkin
4. Batterie : Philipe Entressangle
5. Guitares : Édith Fambuena

A noter qu'Edith Fambuena a également participé à l'album "Encore heureux".

## Villes et dates de la tournée
La tournée a traversé trois pays (France, Belgique, Suisse) et est passée par de nombreux festivals.
| Dates | Villes                         | Salles                                                   |
| ----- | ------------------------------ | -------------------------------------------------------- |
| 20.02 | VELIZY                         | Théâtre de l'Onde                                        |
| 10.03 | RUEIL-MALMAISON                | Théâtre André Malraux                                    |
| 13.03 | COURBEVOIE                     | Espace Carpeaux                                          |
| 16.03 | PARIS                          | Folies Bergère                                           |
| 17.03 | PARIS                          | Folies Bergère                                           |
| 18.03 | PARIS                          | Folies Bergère                                           |
| 19.03 | PARIS                          | Folies Bergère                                           |
| 23.03 | PARIS                          | Folies Bergère                                           |
| 24.03 | PARIS                          | Folies Bergère                                           |
| 25.03 | PARIS                          | Folies Bergère                                           |
| 26.03 | PARIS                          | Folies Bergère                                           |
| 29.03 | PARIS                          | Folies Bergère                                           |
| 30.03 | PARIS                          | Folies Bergère                                           |
| 31.03 | PARIS                          | Folies Bergère                                           |
| 01.04 | PARIS                          | Folies Bergère                                           |
| 20.04 | NANTES                         | Cités des Congrès                                        |
| 21.04 | NANTES                         | Cités des Congrès                                        |
| 04.05 | LILLE                          | Théâtre Sébastopol                                       |
| 05.05 | LILLE                          | Théâtre Sébastopol                                       |
| 06.05 | LILLE                          | Théâtre Sébastopol                                       |
| 19.05 | MARSEILLE                      | Le Silo                                                  |
| 20.05 | MARSEILLE                      | Le Silo                                                  |
| 21.05 | MARSEILLE                      | Le Silo                                                  |
| 01.06 | BRUXELLES                      | Cirque Royal                                             |
| 02.06 | BRUXELLES                      | Cirque Royal                                             |
| 03.06 | BRUXELLES                      | Cirque Royal                                             |
| 04.06 | BRUXELLES                      | Cirque Royal                                             |
| 16.06 | TOULOUSE                       | Théâtre du Casino                                        |
| 17.06 | TOULOUSE                       | Théâtre du Casino                                        |
| 18.06 | TOULOUSE                       | Théâtre du Casino                                        |
| 01.07 | LYON                           | Festival Les Nuits de Fourvière                          |
| 03.07 | SAINT DIZIER                   | Festival Musical'été                                     |
| 09.07 | PARIS                          | Grand Palais                                             |
| 10.07 | ROUEN                          | Presqu'île Waddington                                    |
| 14.07 | VALENCIENNES                   | Place Poterne                                            |
| 15.07 | SAINT-MAXIMIN- LA-SAINTE-BAUME | Jardin de l'Enclos                                       |
| 22.07 | SPA                            | Festival Francofolies                                    |
| 24.07 | CARCASSONNE                    | Festival de Carcassonne                                  |
| 28.07 | BAGNOLS-SUR-CEZE               | Théâtre de Verdure                                       |
| 29.07 | AGDE                           | Festival Estiv'Agde                                      |
| 04.08 | AVENCHES                       | Festival Rock Oz'Arènes                                  |
| 07.08 | RONQUIERES                     | Festival Ronquières                                      |
| 11.08 | ERBALUNGA                      | Festival de musique                                      |
| 09.09 | Le NOIRMONT                    | Festival Chant du Gros                                   |
| 10.09 | AUBERIVE                       | Festival La Poule des Champs                             |
| 22.09 | ENGHIEN-LES-BAINS              | Théâtre du Casino Barrière                               |
| 23.09 | COLFONTAINE                    | Espace Magnum                                            |
| 24.09 | SAINT-QUENTIN                  | Le Splendid                                              |
| 03.10 | CLICHY                         | Théâtre Rutebeuf                                         |
| 04.10 | LEVALLOIS-PERRET               | Salle Ravel                                              |
| 05.10 | ROUBAIX                        | Le Colisée                                               |
| 07.10 | RENNES                         | Le Liberté                                               |
| 08.10 | QUEVEN                         | Centre culturel Les Arcs                                 |
| 17.10 | DRANCY                         | Centre Culturel                                          |
| 18.10 | MEAUX                          | Théâtre Luxembourg                                       |
| 22.10 | SAINT-PIERRE-ET- MIQUELON      | Centre culturel                                          |
| 27.10 | LUXEMBOURG                     | L'Atelier                                                |
| 28.10 | SAINT-MAURICE                  | Théâtre du Martolet                                      |
| 29.10 | CANNES                         | Grand Auditorium                                         |
| 30.10 | FREJUS                         | Théâtre Le Forum                                         |
| 08.11 | BORDEAUX                       | Théâtre Femina                                           |
| 09.11 | LIMOGES                        | Opéra Théâtre                                            |
| 10.11 | SAINT-LÔ                       | Salle Fernand-Beaufils Festival les rendez-vous Soniques |
| 12.11 | CHATEAUNEUF-SUR- ISERE         | Palais des Congrès                                       |
| 13.11 | DAVEZIEUX                      | Espace Montgolfier                                       |
| 21.11 | SAINT-SEINE-L'ABBAYE           | Centre culturel Les 3 colombiers                         |
| 22.11 | TOURS                          | Le Vinci                                                 |
| 24.11 | ANNECY                         | Arcadium                                                 |
| 25.11 | VOIRON                         | Le Grand Angle                                           |
| 26.11 | AIX-EN-PROVENCE                | Le Pasino                                                |
| 27.11 | LYON                           | Le Radiant                                               |
| 05.12 | NEVERS                         | Maison de la culture                                     |
| 07.12 | SAUSHEIM                       | L'ED&N                                                   |
| 08.12 | STRASBOURG                     | P.M.C                                                    |
| 09.12 | SAINT OMER                     | Sceneo                                                   |
| 10.12 | LIEGE                          | Le Forum                                                 |
| 15.12 | PARIS                          | Le Bataclan                                              |